# Залив Невельского
Зали́в Невельско́го — залив у западного берега острова Сахалин, со стороны Татарского пролива.
Ширина у входа залива составляет около 80 км, глубина достигает 100 м. В залив впадают множество небольших рек. Приливы полусуточные, величина их составляет около 1 м. На берегу залива расположены порты Холмск и Невельск.
Залив был назван в 1854 году в честь русского адмирала и исследователя Геннадия Ивановича Невельского.